# Walther Schmieding
Walter Heinrich Schmieding (ur. 19 stycznia w 1897 w Heißen, zm. 19 maja 1947 w Ararat) – niemiecki polityk i działacz NSDAP, nadburmistrz Bytomia w latach 1933–1945.

## Życiorys
Pochodził z Westfalii. Uczestniczył jako żołnierz w I wojnie światowej, a w 1919 brał udział w zdławieniu powstania komunistycznego w Berlinie. Następnie osiedlił się na Śląsku, gdzie działał jako handlowiec. Od 1930 lub 1931 należał do NSDAP, zaś od 1934 do SS (Obersturmbannführer). W latach 1932–1935 był kreisleiterem NSDAP w Bytomiu (lider partii w regionie).
W 1933 został nadburmistrzem Bytomia urząd ten sprawując do 1945. Od 1941 był zastępcą doradcy gospodarczego prowincji Górny Śląsk (Gau Oberschlesien), zaś w latach 1943–1945 radcą prowincjonalnym prowincji górnośląskiej.
Zmarł w obozie jenieckim w Ararat w Armenii.